# Championnat de Russie féminin de hockey sur glace
Le Championnat de Russie féminin de hockey sur glace (en russe : Женская хоккейная лига «ЖХЛ», transcription : Jenskaïa hokkeïnaïa liga « JHL ») est une compétition organisée par la Fédération de Russie de hockey sur glace. Elle a été fondée en 1995 et restructurée en 2015 .

## Équipes 2019-2020
| Aguidel Oufa HK Dinamo SK Gorny Krasnoïarsk HK Tornado HK SKIF SKSO |

| Équipe                           | Ville                     | Patinoire                                   | Nombre de victoires | Création de l'équipe | Entrée dans la ligue |
| -------------------------------- | ------------------------- | ------------------------------------------- | ------------------- | -------------------- | -------------------- |
| Aguidel Oufa                     | Oufa, Russie              | Palais des sports de glace Salavat Ioulaïev | 2                   | 2010                 | 2015                 |
| Dinamo Saint-Pétersbourg         | Saint-Pétersbourg, Russie | Sports Palace "SPBGBU CFMC and VO"          | 0                   | 2013                 | 2015                 |
| SK Gorny Oukhta                  | Saint-Pétersbourg, Russie | Palais des sports Ioubileïny                | 0                   | 2018                 | 2019                 |
| Birioussa du Kraï de Krasnoïarsk | Krasnoïarsk, Russie       | LD Sokol                                    | 0                   | 1987                 | 2015                 |
| HK Tornado                       | Dmitrov, Russie           | Complexe sportif Dmitrov                    | 9                   | 2003                 | 2015                 |
| Shenzhen KRS Vanke Rays          | Shenzhen, Chine           | Centre de l'Universiade de Shenzhen         | 1                   | 2017                 | 2019                 |
| HK SKIF                          | Nijni Novgorod , Russie   | Palais des sports Nagorny                   | 12                  | 1995                 | 2015                 |
| SKSO Iekaterinbourg              | Iekaterinbourg , Russie   | Kurganovo Sports Complex/KRK Uralets        | 0                   | 2015                 | 2015                 |

### Anciennes équipes participantes
- Spartak-Merkouri Iekaterinbourg
- Fakel Tcheliabinsk
- Arktik-Université Oukhta
- Tioumenskie Lissitsy Tioumen
- SKIF-2 Nijni Novgorod
- Kometa Mojaïsk

## Palmarès

### Finalistes par saisons
| Année     | Vainqueur                       | Finaliste                       | Troisième place                             |
| --------- | ------------------------------- | ------------------------------- | ------------------------------------------- |
| 1995-1996 | Loujniki Moscou                 | Uralochka-Auto Iekaterinbourg   | Lokomotiv Krasnoïarsk                       |
| 1996-1997 | CSK VVS Moscou                  | Spartak Iekaterinbourg          | Lokomotiv Krasnoïarsk                       |
| 1997-1998 | CSK VVS Moscou                  | Spartak Iekaterinbourg          | Spartak Moscou                              |
| 1998-1999 | Viking Moscou                   | Spartak-Merkouri Iekaterinbourg | Lokomotiv Krasnoïarsk                       |
| 1999-2000 | Spartak-Merkouri Iekaterinbourg | Viking Moscou                   | Lokomotiv Krasnoïarsk                       |
| 2000-2001 | SKIF Nijni Novgorod             | Spartak-Merkouri Iekaterinbourg | Lokomotiv Krasnoïarsk                       |
| 2001-2002 | SKIF Nijni Novgorod             | Spartak-Merkouri Iekaterinbourg | Lokomotiv Krasnoïarsk                       |
| 2002-2003 | SKIF Nijni Novgorod             | Spartak-Merkouri Iekaterinbourg | Lokomotiv Krasnoïarsk                       |
| 2003-2004 | SKIF Nijni Novgorod             | HK Tornado                      | Spartak-Merkouri Iekaterinbourg             |
| 2004-2005 | SKIF Nijni Novgorod             | HK Tornado                      | Spartak-Merkouri Iekaterinbourg             |
| 2005-2006 | HK Tornado                      | SKIF Nijni Novgorod             | Spartak-Merkouri Iekaterinbourg             |
| 2006-2007 | HK Tornado                      | SKIF Nijni Novgorod             | Spartak-Merkouri Iekaterinbourg             |
| 2007-2008 | SKIF Nijni Novgorod             | HK Tornado                      | Spartak-Merkouri Iekaterinbourg             |
| 2008-2009 | HK Tornado                      | SKIF Nijni Novgorod             | Lokomotiv-Energia Krasnoïarsk               |
| 2009-2010 | SKIF Nijni Novgorod             | HK Tornado                      | Spartak-Merkouri Iekaterinbourg             |
| 2010-2011 | HK Tornado                      | SKIF Nijni Novgorod             | Fakel Tcheliabinsk                          |
| 2011-2012 | HK Tornado                      | SKIF Nijni Novgorod             | Aguidel Oufa                                |
| 2012-2013 | HK Tornado                      | SKIF Nijni Novgorod             | Aguidel Oufa                                |
| 2013-2014 | SKIF Nijni Novgorod             | HK Tornado                      | Aguidel Oufa                                |
| 2014-2015 | HK Tornado                      | SKIF Nijni Novgorod             | Aguidel Oufa                                |
| 2015-2016 | HK Tornado                      | Aguidel Oufa                    | Birioussa du Kraï de Krasnoïarsk            |
| 2016-2017 | HK Tornado                      | Aguidel Oufa                    | Dinamo Saint-Pétersbourg                    |
| 2017-2018 | Aguidel Oufa                    | HK Tornado                      | SKIF Nijni Novgorod                         |
| 2018-2019 | Aguidel Oufa                    | HK Dinamo Saint-Pétersbourg     | SKIF Nijni Novgorod                         |
| 2019-2020 | Shenzhen KRS Vanke Rays         | Aguidel Oufa                    | HK Tornado Birioussa du Kraï de Krasnoïarsk |

### Table des victoires
| Équipe                                                                               | Nombre de victoires | Années de victoires                                                    |
| ------------------------------------------------------------------------------------ | ------------------- | ---------------------------------------------------------------------- |
| SKIF Nijni Novgorod Loujniki Moscou CSK VVS Moscou Viking Moscou HK SKIF             | 12                  | 1996, 1997, 1998, 1999, 2001, 2002, 2003, 2004, 2005, 2008, 2010, 2014 |
| HK Tornado                                                                           | 9                   | 2006, 2007, 2009, 2011, 2012, 2013, 2015, 2016, 2017                   |
| Aguidel Oufa                                                                         | 2                   | 2018, 2019                                                             |
| Spartak-Merkouri Iekaterinbourg Spartak Iekaterinbourg Uralochka-Auto Iekaterinbourg | 1                   | 2000                                                                   |
| Shenzhen KRS Vanke Rays                                                              | 1                   | 2020                                                                   |